# Монумент героям Волжской военной флотилии (Нижний Новгород)
Монумент героям Волжской военной флотилии — памятник в Нижнем Новгороде, в сквере на площади Маркина. Посвящён героям Гражданской войны — морякам и речникам Волжской военной флотилии. Был открыт 5 ноября 1977 года.

## Авторы проекта
Народный художник РСФСР, почётный гражданин Нижнего Новгорода скульптор П. И. Гусев, заслуженный архитектор РСФСР Б. С. Нелюбин и архитектор В. Я. Ковалёв.

## История создания
Летом 1918 года Восточный фронт гражданской войны приближался к границам Нижегородской губернии. В июне 1918 года представители Советской власти, для борьбы с Белой гвардией, начали формирование Волжской военной флотилии в Нижнем Новгороде. На Волге и Каме шли кровопролитные бои, в одном из которых, 1 октября 1918 года, погиб комиссар флотилии Н. Г. Маркин. Поздней осенью корабли возвратились в Нижний, где революционеры, в честь своего комиссара, решили переименовать Сафроновскую площадь у речного вокзала в площадь Маркина. К 60-летию Октябрьской революции в 1976 году был объявлен конкурс проектов на установку монумента, посвящённого подвигам моряков и речников Волжской военной флотилии. Победил проект скульптора Гусева.

## Описание памятника
Монумент, представляющий собой скульптурную группу из трёх фигур. Динамика фигур передана в ритме широкого шага сплочённых плечом к плечу моряков, в развевающихся лентах бескозырок, в ритме движения рук. Чуть вперёд выступает фигура старшего по возрасту моряка, рядом идёт матрос, перепоясанный пулемётными лентами, за ним — юный новобранец. Скульптурная группа установлена на невысоком постаменте, облицованном гранитом. Верх постамента вымощен крупным булыжником. Слева и справа в сквере, за монументом установлены стелы из блоков красного гранита с выбитыми золотыми буквами текстом: «Почтим же память октябрьских борцов тем, что перед их памятником дадим себе клятву идти по их следам, подражая их бессмертию, их героизму. В. И. Ленин».

## Галерея
|  |  |  |  |